# Wolfgang Purtscheller

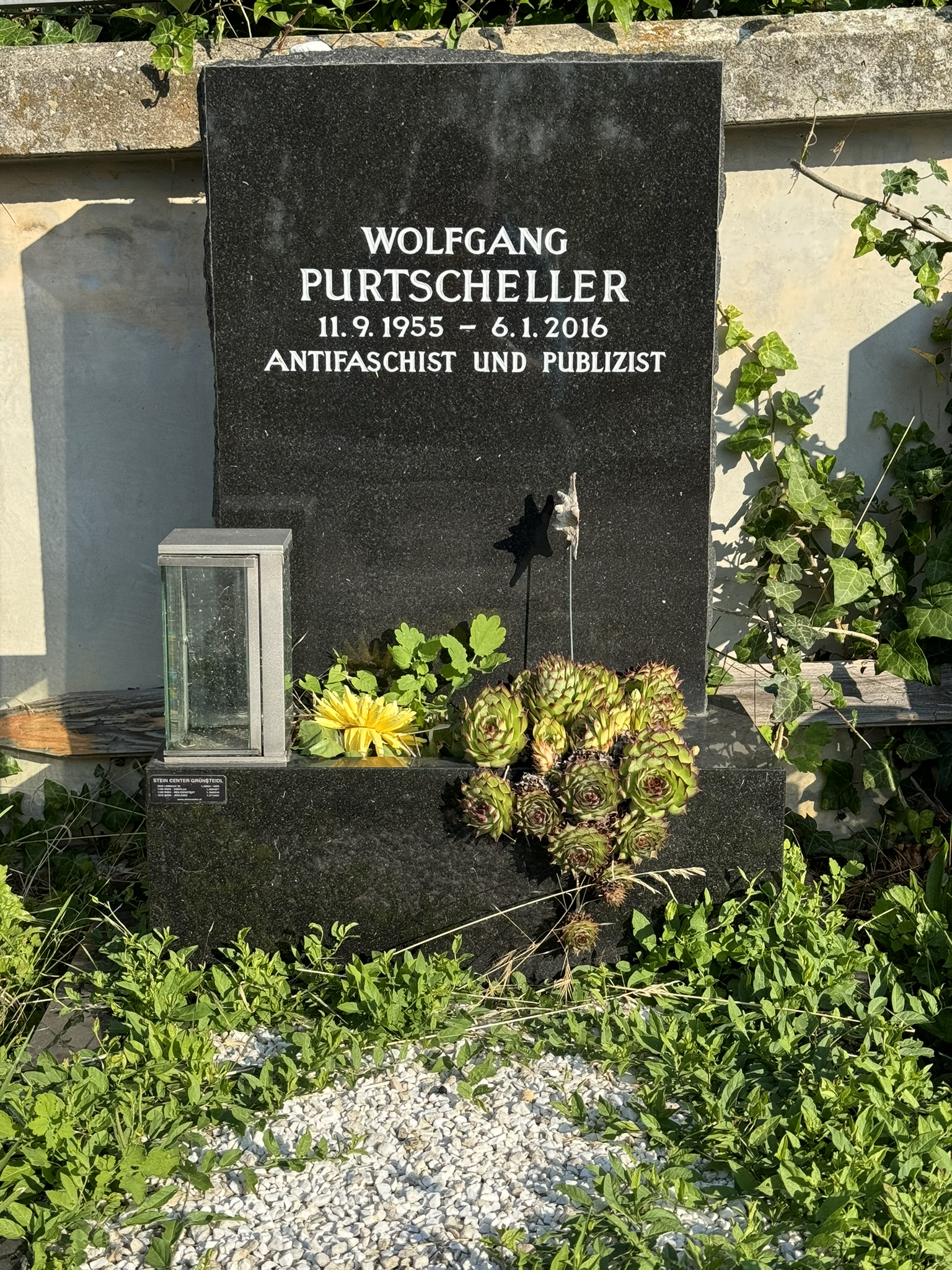
Das Grab von Wolfgang Purtscheller am Sieveringer Friedhof.

Wolfgang Purtscheller (* 11. September 1955; † 6. Jänner 2016 in Wien) war ein österreichischer Journalist und Publizist. Er war Autor mehrerer Bücher zum Thema Rechtsextremismus.

## Leben
Purtscheller stammte ursprünglich aus Tirol, zog in den 1970er Jahren nach Wien und später nach Innsbruck. In den 1980er Jahren war er in der Hausbesetzerszene aktiv, erlebte 1987 in Wien-Mariahilf einen Brandanschlag durch Rechtsextremisten auf ein durch Linke besetztes Haus und eine Zwangsräumung durch die Polizei mit.
Er schrieb unter anderem Beiträge für den Standard, profil, News und Falter, außerdem war er für eine Dokumentation über Rechtsradikale in Deutschland im ZDF verantwortlich. Ferner betrieb er an Schulen im Auftrag des Unterrichtsministeriums Aufklärung über Rechtsextremismus. Purtscheller arbeitete mit dem Dokumentationsarchiv des österreichischen Widerstandes (DÖW) zusammen und trug zur Aufdeckung der neonazistischen Gruppe VAPO bei. Überdies war er mitverantwortlich dafür, dass das besetzte Ernst-Kirchweger-Haus nicht an einen Interessenten mit Kontakten ins rechtsextreme Milieu verkauft werden konnte.
Purtscheller gab an, am 22. September 1994 von Wiener Polizisten misshandelt worden zu sein, als er bei einer Festnahme eines schwarzen Asylwerbers durch Beamte in Zivil zu intervenieren versuchte. Dabei soll er im Gesicht, an den Handgelenken und an Bändern des Knies verletzt worden sein. Die Polizisten gaben an, er habe Widerstand gegen die Staatsgewalt geleistet. amnesty international und der Sonderberichterstatter der UN-Menschenrechtskommission, Nigel S. Rodley, beschäftigten sich mit diesem Fall. Eine Untersuchung gegen die Beamten wurde 1997 eingestellt.
Er wurde 1995 mit dem Willy und Helga Verkauf-Verlon Preis des DÖW für österreichische antifaschistische Publizistik ausgezeichnet. Dem Rechtsextremismusforscher Andreas Peham vom DÖW galt er rückblickend als einer „der profundesten Kenner der österreichischen Neonaziszene“. Auch nach dem Chefredakteur der Wochenzeitung Falter, Florian Klenk, gehörte Purtscheller in den 1990er Jahren „zu den wichtigsten Beobachtern der rechtsextremen Szene“.
Purtscheller, der u. a. in Brixen lebte, war Vater von zwei Kindern. Zwischenzeitlich musste er aufgrund seiner investigativen Arbeit im Zusammenhang mit der rechten Szene – auch auf Rat der Behörden – Österreich verlassen (nach Mexiko-Stadt). Er wurde am Sieveringer Friedhof bestattet.

## Schriften (Auswahl)
- Offene Jugendarbeit: Zwischen Kommerz und Nische. In: Österreichisches Institut für Jugendforschung (Hrsg.): Jugend-Report (1989) 4, S. 3–29.
- Aufbruch der Völkischen. Das braune Netzwerk. Picus-Verlag, Wien 1993, ISBN 3-85452-239-8.
- „10 Briefe für 10 Jahre“. Von der VAPO zum Briefbombenterror. In: Brigitte Bailer, Wolfgang Neugebauer: Handbuch des österreichischen Rechtsextremismus. Hrsg. von der Stiftung Dokumentationsarchiv des österreichischen Widerstandes, aktualisierte und erw. Neuausg., Verlag Deuticke, Wien 1994, ISBN 3-216-30099-4, S. 495 ff.
- (Hrsg.): Die Rechte in Bewegung. Seilschaften und Vernetzungen der „neuen Rechten“. Picus-Verlag, Wien 1995, ISBN 3-85452-289-4.
- (Hrsg.): Die Ordnung, die sie meinen. „Neue Rechte“ in Österreich. 2. Auflage. Picus-Verlag, Wien 1995, ISBN 3-85452-256-8.
- mit Markus Kemmerling, Václav Kopecky: Delikt: Antifaschismus. Briefbombenterror in Österreich und Kriminalisierungskampagnen von rechts (= Antifa-Edition). Elefanten Press, Berlin 1998, ISBN 3-88520-680-3.

## Filmografie
- mit Victor Grandits: Das braune Netzwerk. Rechtsradikale in Deutschland, Film, ZDF, 1993.